# Newcastle (Nebraska)
Newcastle – wieś w Stanach Zjednoczonych, w stanie Nebraska, w hrabstwie Dixon.